# Warm & Tender Soul
Warm & Tender Soul — другий студійний альбом американського соул співака Персі Следжа, який було випущено в 1966 році на лейблі Atlantic Records.

## Список композицій

### Перша сторона
1. «It Tears Me Up» (Ден Пенн, Спунер Олдгем) — 2:46
2. «I'm Hanging Up My Heart For You» (Дон Ковей, Джон Беррі) — 2:35
3. «You've Really Got a Hold on Me» (Вільям Робінсон) — 2:50
4. «That's How Strong My Love Is» (Рузвельт Джеймісон) — 2:00
5. «A Sweet Woman Like You» (Джо Текс) — 2:30
6. «Love Me Tender» (Елвіс Преслі, Вера Метсон) — 3:00

### Друга сторона
1. «Warm And Tender Love» (Боббі Робінсон) — 3:17
2. «Try a Little Tenderness» (Джеймс Кемпбелл, Реджинальд Коннеллі, Гаррі М. Вудз) — 2:42
3. «So Much Love» (Керол Кінг, Джеррі Ґоффін) — 2:55
4. «I Stand Accused» (Вільям Батлер, Джеррі Батлер) — 3:20
5. «Heart of a Child» (Брюс Джист, Мартін Ґрін) — 2:45
6. «Oh How Happy» (Едвін Старр) — 2:39

## Учасники запису
- Персі Следж — вокал

## Позиції у чартах

### Альбом
| Рік  | Чарт       | Позиція |
| ---- | ---------- | ------- |
| 1967 | Pop Albums | 136     |

### Сингли
| Сингл                  | Інформація                                                                                                  |
| ---------------------- | --- |
| «Warm And Tender Love» | - Сингл Atlantic 2342, 1966 - Сторона Б: «Sugar Puddin'» - US Pop Singles #17 - US Black Singles #5         |
| «It Tears Me Up»       | - Сингл Atlantic 2358, 1966 - Сторона Б: «Heart Of A Child» - US Pop Singles #20 - US Black Singles #7      |
| «Love Me Tender»       | - Сингл Atlantic 2414, 1967 - Сторона Б: «What Am I Living For» - US Pop Singles #40 - US Black Singles #35 |